# Église Sainte-Geneviève de Sainte-Geneviève-sur-Argence
 (décembre 2021).
Si vous disposez d'ouvrages ou d'articles de référence ou si vous connaissez des sites web de qualité traitant du thème abordé ici, merci de compléter l'article en donnant les références utiles à sa vérifiabilité et en les liant à la section « Notes et références ».
L'église Sainte-Geneviève de Sainte-Geneviève-sur-Argence est un édifice religieux catholique sis à Sainte-Geneviève-sur-Argence, dans le département de l'Aveyron en région Midi-Pyrénées (France).

## Localisation
L'église est située sur la commune de  Sainte-Geneviève-sur-Argence, dans le département français de l'Aveyron.

## Description
L'église actuelle de style néo-gothique orientée nord-sud est construite sur l’emplacement d’une plus ancienne détruite au début du XIXe siècle. Sur son côté se trouve la chapelle de Thénières, ancien sanctuaire d'une des deux nefs de l'église détruite.

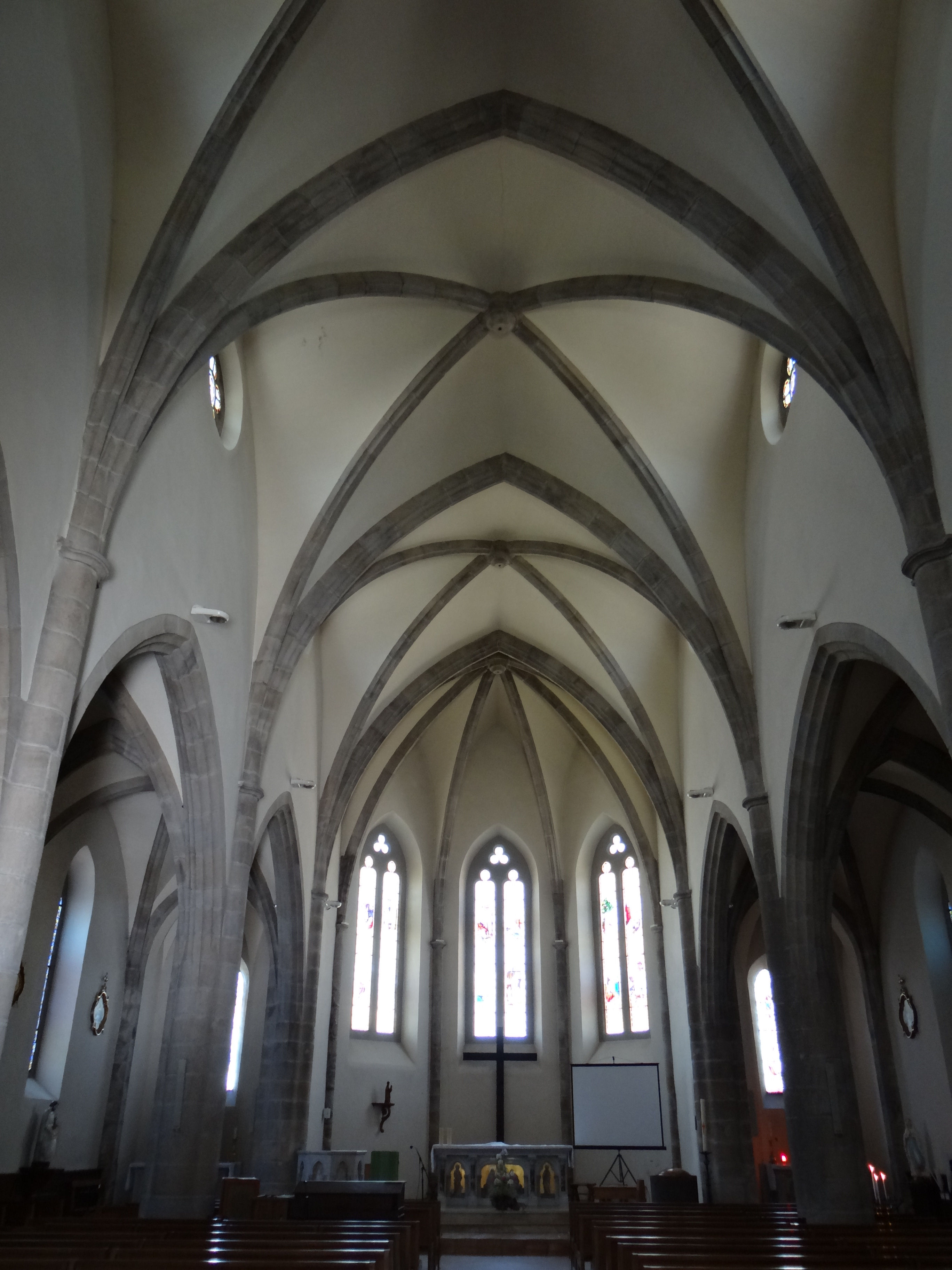
Le chœur.
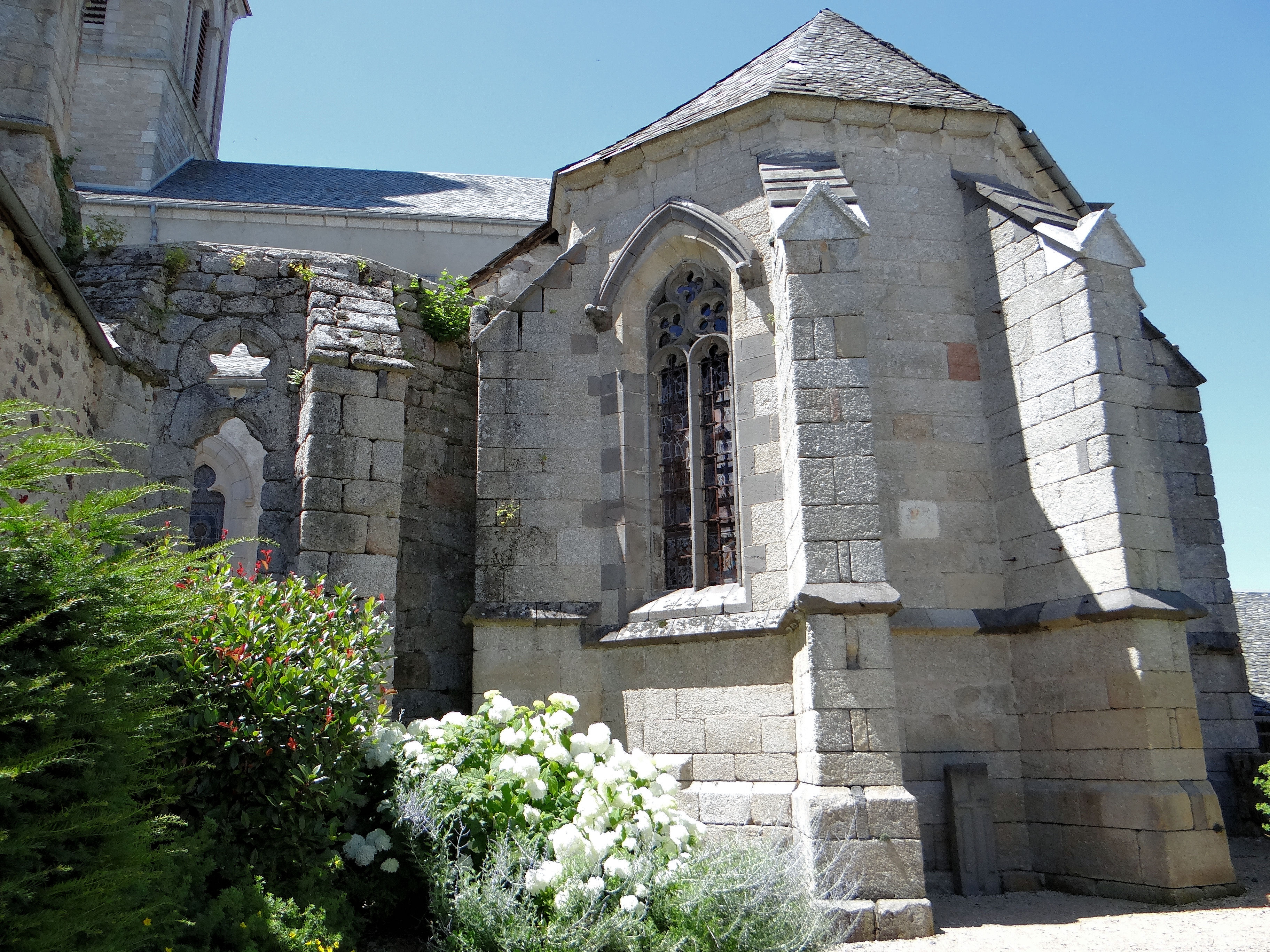
Le chevet.
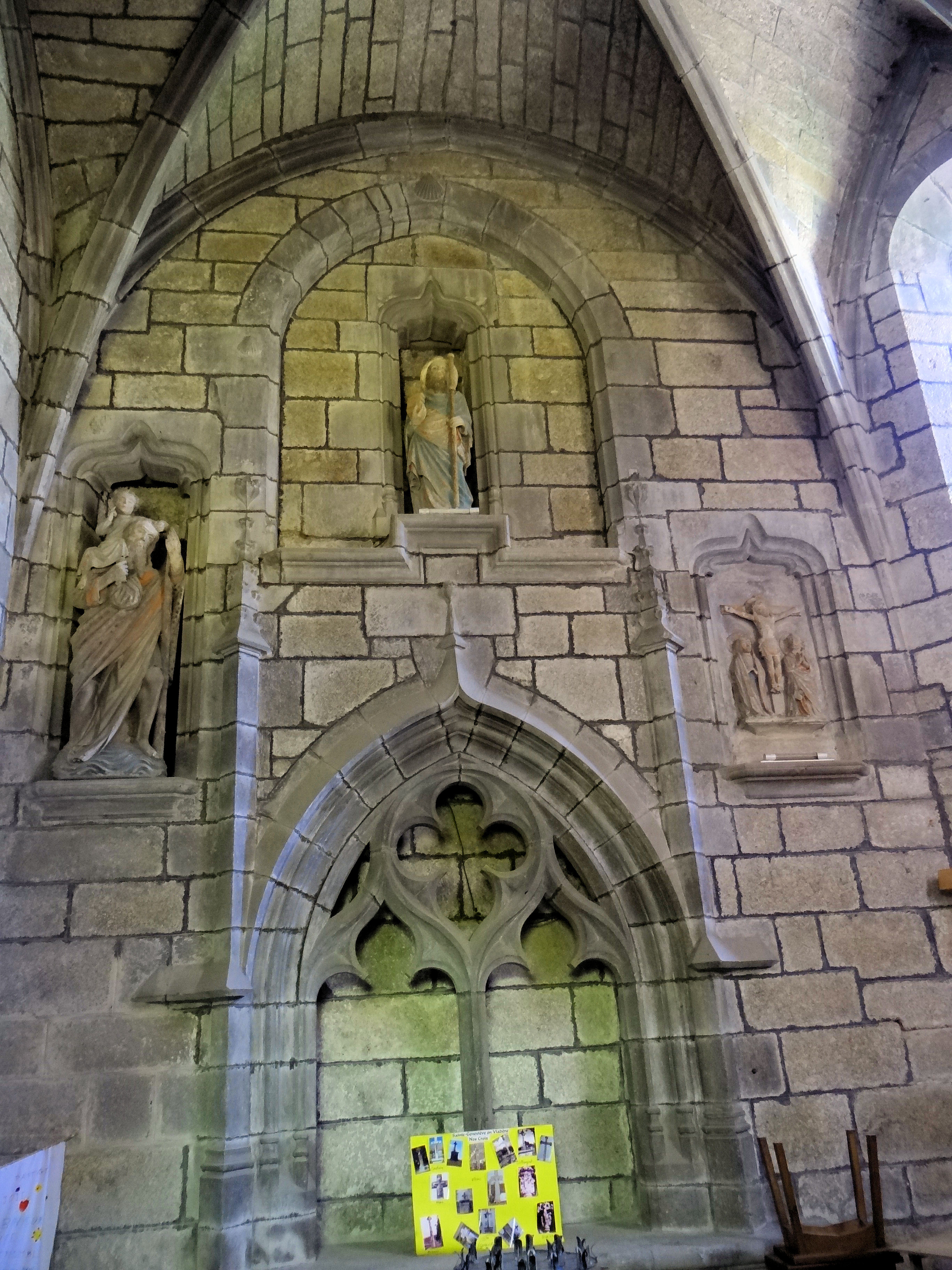
La chapelle.

## Historique
L’ancienne église était à deux nefs jumelles séparées par des piliers ronds dont un portrait la date de l'an 1007. On en voit des restes entre le presbytère et la chapelle de Thénières.
Celle-ci fut construite au XVe siècle par les seigneurs de Beaumont de Thénières pour leur sépulture. Elle est de pur style ogival avec des nervures de voûte très riches et une clef aux armoiries seigneuriales.

## Mobilier
- Statues du XVe siècle.
- Mausolée des Beaumont de Thénières.